# Hugh Comyn

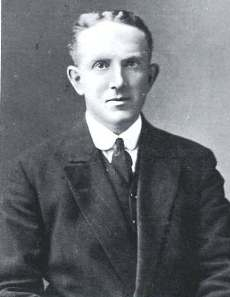
Hugh Comyn

Henry Hugh Comyn (* 1. November 1876; † 8. April 1937) war ein englischer Badminton- und Tennisspieler. 

## Karriere
Hugh Comyn gewann in seiner Laufbahn im Badminton dreimal die Scottish Open im Herrendoppel. 1908 siegte er dabei mit Frank Chesterton, 1909 und 1910 mit George Alan Thomas. Im Tennis nahm er 1906 und 1907 an den Wimbledon Championships teil.

## Sportliche Erfolge (Badminton)
| Saison | Veranstaltung | Disziplin    | Platz | Name                            |
| ------ | ------------- | ------------ | ----- | ------------------------------- |
| 1907   | Irish Open    | Herrendoppel | 2     | George Alan Thomas / Hugh Comyn |
| 1908   | French Open   | Herreneinzel | 2     | Hugh Comyn                      |
| 1908   | Scottish Open | Herrendoppel | 1     | Frank Chesterton / Hugh Comyn   |
| 1909   | Scottish Open | Herrendoppel | 1     | George Alan Thomas / Hugh Comyn |
| 1910   | Scottish Open | Herrendoppel | 1     | George Alan Thomas / Hugh Comyn |
| 1911   | Scottish Open | Herrendoppel | 2     | George Alan Thomas / Hugh Comyn |